# Giudice del lavoro
Il giudice del lavoro, nell'ordinamento giudiziario italiano, identifica una sezione specializzata presente in ciascun Tribunale ordinario per il primo grado, in ciascuna Corte d'appello per il secondo grado, e presso la Corte suprema di cassazione per il controllo di legittimità, con competenza a giudicare in particolari materie attinenti al diritto del lavoro, della previdenza e dell'assistenza obbligatorie.

## Rito ed organi giudicanti
Innanzi al giudice del lavoro e della previdenza si applicano le disposizioni del titolo IV libro II del codice di procedura civile, introdotte con legge 11 agosto 1973, n. 533 che ha novellato la disciplina del processo del lavoro.
Fino al 2 giugno 1999 le controversie di lavoro e previdenza erano di competenza in primo grado del Pretore in funzione di giudice del lavoro, ed in secondo grado del tribunale in composizione collegiale in funzione di giudice del lavoro. Dopo tale data, con l'entrata in vigore del d.lgs. 19 febbraio 1998, n. 51 che ha soppresso l'ufficio del Pretore, la competenza sulle controversie in oggetto è passata in via esclusiva al Tribunale in composizione monocratica (cd. giudice unico) in funzione di giudice del lavoro, in primo grado, ed alla Corte d'appello in funzione di giudice del lavoro, in secondo grado.

## Competenza
Nello specifico, secondo il combinato disposto degli artt. 409, 413 e 442 c.p.c., il giudice del lavoro ha competenza in ordine alle:
- Controversie individuali di lavoro, ossia relative a:
  - rapporti di lavoro subordinato privato;
  - rapporti di mezzadria, di colonia parziaria, di compartecipazione agraria, di affitto a coltivatore diretto e rapporti derivanti da altri contratti agrari, salva la competenza delle sezioni specializzate agrarie;
  - rapporti di agenzia, di rappresentanza commerciale ed altri rapporti di collaborazione che si concretino in una prestazione di opera continuativa e coordinata, prevalentemente personale (cd. parasubordinazione);
  - rapporti di lavoro dei dipendenti di enti pubblici esclusivamente o prevalentemente economici;
  - rapporti di lavoro dei dipendenti di enti pubblici ed altri rapporti di lavoro pubblico, se non devoluti dalla legge ad altro giudice;
- Controversie in materia di previdenza e di assistenza obbligatorie), ossia relative a tutte le prestazioni previdenziali (pensioni di lavoratori privati, indennità di mobilità, indennità di disoccupazione ecc.) o assistenziali (assegni di invalidità, rimborsi sanitari ecc.);

Il giudice del lavoro è inoltre competente per i giudizi di cui all'art. 28, legge n. 300/1970, ossia per le controversie in materia di repressione di condotta antisindacale, promosse dalle organizzazioni sindacali contro i datori di lavoro e nelle pubbliche amministrazioni italiane che ne ostacolino o limitino in qualsiasi modo l'attività.